# آدینه قلی
آدینه قلی، روستایی از توابع شهرستان راز و جرگلان در استان خراسان شمالی ایران است.

## جمعیت
این روستا در دهستان غلامان قرار دارد و براساس سرشماری مرکز آمار ایران در سال ۱۳۸۵، جمعیت آن ۶۰۵ نفر (۱۳۲خانوار) بوده است.

## زبان
مردم این روستا همچون بیشتر روستاها و شهرهای خراسان شمالی کرد هستند و به زبان کردی صحبت می‌کنند.